# Bottna kyrka
Bottna kyrka är en kyrkobyggnad i Bottna församling i Göteborgs stift. Den ligger på en höjd med utsikt över Bottnafjorden i Tanums kommun.

## Kyrkobyggnaden
Kyrkan byggdes på 1100-talet har fortfarande en medeltida karaktär. Murarna är tjocka med mycket få och små fönster. Koret är idag rakavslutat och resultatet av en ombyggnad på 1500- eller 1600-talet, men där fanns tidigare en absid, vars rundade innervägg syns i dagens korgavel. Innan korombyggnaden har kyrkan brunnit vid något tillfälle. I väster finns ett litet vapenhus, vilket egentligen är återstoden av ett medeltida västtorn. Ingången är belägen på södra långsidan. Kyrktornet finns på västersidan och har en nederdel av sten med en smalare överdel av trä, med hammarband och golvbjälkar byggda av äldre, återanvända ekbjälkar av okänd ålder. Under 1700-talet togs nuvarande fönsteröppningar upp. 
Kyrkorummet fick, troligen vid mitten av 1700-talet, ett välvt trätak. 
Åren 1965-1966 renoverades kyrkan mycket genomgripande under ledning av Erik Lundberg, som satte sin prägel på interiören. Då tillkom nya bänkkvarter, nytt altare och nya belysningsarmaturer. Ett äldre stengolv togs fram och en ny inredning tillkom i vapenhuset. Likaså murades en urholkning bakom altartavlan igen.

## Inventarier
- Altartavlan i barockstil med ett krucifix framför en avbildning av Jerusalem är möjligen ett krigsbyte från trettioåriga kriget och kyrkklockan är gjuten 1736.
- Predikstolen från 1614 är femsidig med kolonner och skulpterade pilastrar.
- Dopfunten av trä i form av ett timglas är från 1700-talet.

### Orgel
Orgeln, som tillverkades 1959 av Grönvalls orgelbyggeri, har åtta stämmor med två manualer och pedal. Tidigare användes ett harmonium.